# Funktionsbaum

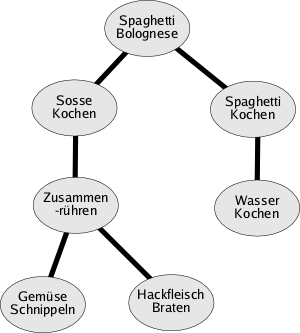
Ein Funktionsbaum für Spaghetti bolognese

Ein Funktionsbaum ist ein Diagramm, das die Abhängigkeit von Funktionen eines Systems untereinander beschreibt. Man könnte auch sagen, ein Funktionsbaum zeigt, wie sich ein Problem (bzw. eine Problemlösung) in Teilprobleme (bzw. Teillösungen) zerlegen lässt. Aus der Sicht einer Implementierung eines Computerprogrammes bedeutet das, dass dieses Diagramm zeigt, welche Funktion welche anderen Funktionen aufruft.
Funktionsbäume werden häufig verwendet, um die funktionalen Abhängigkeiten von Vorgängen, zum Beispiel in der Wirtschaft oder der Gesellschaft, zu veranschaulichen. Auch im Software Engineering können sie eingesetzt werden, wobei dort präzisere Darstellungsformen bevorzugt werden, wie sie zum Beispiel von der Unified Modeling Language definiert werden. Siehe dazu auch: Ablaufdiagramm, Sequenzdiagramm, Anwendungsfalldiagramm.
Funktionsbäume können außerdem als Ausgangspunkt einer Sequentialisierung oder Parallelisierung (→ Graphpartitionierung) dienen.